# وداد سكاكيني
وداد بنت محمد سكاكيني (1913- 2001 م) كاتبة وأديبة وناقدة سورية رائدة، ولدت في صيدا وتوفيت بدمشق، وهي زوجة الأديب السوري زكي المحاسني، ووالدة الباحثة سَماء المحاسني.

## سيرتها
وُلدت وداد بنت محمد سكاكيني في صيدا بلبنان، عام 1913، لأب دمشقي وأم لبنانية. تخرَّجت في كلية المقاصد الإسلامية في بيروت، ومن شيوخها الذين شجَّعوها على الأدب الشيخ مصطفى الغلاييني. وقد أمضت عشر سنوات من حياتها في التعليم، فعملت في المعهد العالي للبنات، ثم أقامت في سورية ومصر مع زوجها الأديب زكي المحاسني. بدأت حياتها الأدبية في مطلع الثلاثينيات، نشرت معظم أعمالها في القاهرة.
تنوَّعت أعمالها بين الكتابة الإبداعية (قصة قصيرة، رواية، مقالة) والدراسة الأدبية والنقدية والتاريخية، لكن الملاحظ أنها اهتمت بأدب المرأة وتاريخها وسلطت الضوء على أبرز المبدعات والشخصيات النسوية التاريخية في الشرق والغرب.

## مسيرتها الأدبية
بدأت في كتابة الشعر الوجداني في سنٍّ مبكِّرة، حين شاركت في مسابقة القصَّة القصيرة التي فازت فيها بالجائزة الأولى. وضعت كتابها الأول الخطَرات قبل زواجها، ثم انتقلت مع زوجها إلى دمشق. وبعد تعيينه ملحقًا ثقافيًّا في السِّفارة السورية في القاهرة، سنة 1946، انتقلت للعيش معه في القاهرة، حيث تواصلت مع أكبر أدباء مصر، ومنهم طه حسين، الذي قال بحقِّها: "اقرؤوا هذه الكاتبة برويَّة".

## آثارها
تعدّ رائدة في مجال القصة القصيرة النسوية، لها خمس مجموعات قصصية (بين عامي 1945 و1978): 
1. «مرايا الناس».
2. «بين النيل والنخيل».
3. «الستار المرفوع».
4. [6]«نفوس تتكلم».
5. «أقوى من السنين».

حرَصَت فيها على الواقعية والتغلغل في أعماق الشخصية، وقد ساعدتها مهنة التدريس على تقديم صوت المعاناة بصدق وعفوية، مما يقرب بعض قصصها مثل «الستار المرفوع» من فن السيرة الذاتية.
وتعدُّ من الرائدات في مجال الرواية النسوية السورية، إذ كتبت مع بداية الخمسينيات رواية «أروى بنت الخطوب» وفيها بدأت تتجاوز حرفية الواقع، من دون أن تتجاوز المصادفات والمبالغات والاستطرادات التي تسيء إلى جمالية الرواية، فتجعله فضاء أقرب إلى الافتعال محكومًا بلغة تقليدية.
بعد سنتين كتبت روايتها الثانية «الحب المحرَّم» (1952) ومع استخدامها غالبًا، لغة تحمل بصَمات عصر الانحطاط، فهي ذات مستوى دلالي ثابت، غير أنه يلاحظ بوادر لغة حيوية تجسد عوالم الأعماق بكل صراعاته بين شهوات النفس والنـزوع الأخلاقي. وبدت الكاتبة مهمومةً بهمِّ المرأة، لذلك قلَّما يبدو الرجل بطلًا في قصصها، كما شاعت في لغتها القصصية روح المحافظة، فهي لغة العالم الخارجي المتصالحة مع الذات ومع المجتمع في أغلب الأحيان.
يسجل لوداد سكاكيني إدراكها المفاهيم الأساسية لفن الرواية، فهي لديها «دنيا صغيرة» يضعها الكاتب ساكبًا نفسه وحسَّه بين يدي القارئ، ليرى فيها صورًا من حياته وأعماق نفسه، وبذلك سعت إلى الإسهام في نظرية الرواية. واستطاعت وداد أن تكون رائدةَ في الإبداع النسوي في الخمسينيات على هفَواتٍ يشفع لها فيها ريادتها المبكرة.
ومن مؤلفاتها أيضًا: 
1. «الخطرات» مقالات (1932).
2. «إنصاف المرأة» مقالات (1950).
3. «سطور تتجاوب» مقالات في الأدب والنقد (1987).
4. «سواد في بياض»  نقد (1959).
5. «نِقاط على الحروف» نقد (1960).
6. «شوك في الحصيد»  نقد (1981).
7. «أمهات المؤمنين» دراسة (1945).
8. «العاشقة المتصوِّفة: رابعة العدوية» دراسة (1955).
9. «نساء شهيرات من الشرق والغرب» دراسة بالاشتراك مع تماضر توفيق (1959).
10. «قاسم أمين» (1965).
11. «عمر فاخوري» (1970).
12. «سابقات العصر وعيًا وفنًّا وسعيًا» (1986).

## تكريمها
- أطلقت الحكومة اللبنانية اسمها على إحدى مدارس قضاء الكورة.
- صدر بعد رحيلها عدَّة دراسات أدبية ونقدية عن أعمالها ومسيرتها.
- صدرت ترجمة عن حياتها في كتاب "نساء من بلادي" للكاتبة اللبنانية ناديا الجردي نويهض.[5]

## وفاتها
توفيت وداد سكاكيني في دمشق، عام 2001، عن عمر ناهز ثماني وثمانين عامًا.

## وصلات خارجية
- سيرة حياة الأديبة السورية الراحلة وداد سكاكيني - مع الروائية الجزائرية فضيلة الفاروق.
- وداد سكاكيني رائدة الأدب السوري التي سحرت طه حسين - في "رقصة ستي" مع سمر كوكش.